# Batrachoseps pacificus
Espèce
Synonymes
- Hemidactylium pacificum Cope, 1865

Statut de conservation UICN

 LC  : Préoccupation mineure
Batrachoseps pacificus est une espèce d'urodèles de la famille des Plethodontidae.

## Répartition
Cette espèce est endémique de la Californie aux États-Unis. Elle se rencontre dans l'archipel des Channel Islands, sur les îles d'Anacapa, Santa Cruz, San Miguel et Santa Rosa,.

## Description
Batrachoseps pacificus mesure de 43 à 59 mm pour les mâles et de 44 à 66 mm pour les femelles.

## Publication originale
- Cope, 1865 : Third contribution to the herpetology of tropical America. Proceedings of the Academy of Natural Sciences of Philadelphia, vol. 17, p. 185-198 (texte intégral).